# Szabad királyi város
A szabad királyi város (latinul: libera regiae civitas, vagy egyszerűen: civitas, németül: Königliche Freistadt) várostípus volt a középkor második felében és az újkorban a Magyar Királyságban, amelyek közvetlenül a király fennhatósága alá tartoztak, és különleges kiváltságokkal rendelkeztek. Ezek a városok önállóan igazgatták belső ügyeiket, saját bírákat és tanácsot választottak, valamint joguk volt fallal körülvenni magukat. Lakóik, a polgárok, személyes szabadságot élveztek, szabadon végrendelkezhettek, és évente egy összegben adóztak a királynak. 
Ezen városok közvetlenül a királyhoz tartoztak, és nem voltak alárendelve földesuraknak vagy a vármegyéknek. Ezek a városok jelentős gazdasági és kereskedelmi központok voltak, rendelkeztek vásártartási és árumegállító joggal, valamint vámmentességet élveztek. A szabad királyi városok lakói a nemesekhez hasonló jogokat élveztek, és képviselőket küldhettek az országgyűlésre, ahol egy szavazattal rendelkeztek. A városok önkormányzati autonómiája és kiváltságai hozzájárultak a polgárság megerősödéséhez és a városi élet fejlődéséhez a középkori Magyarországon.

## Kiváltságaik

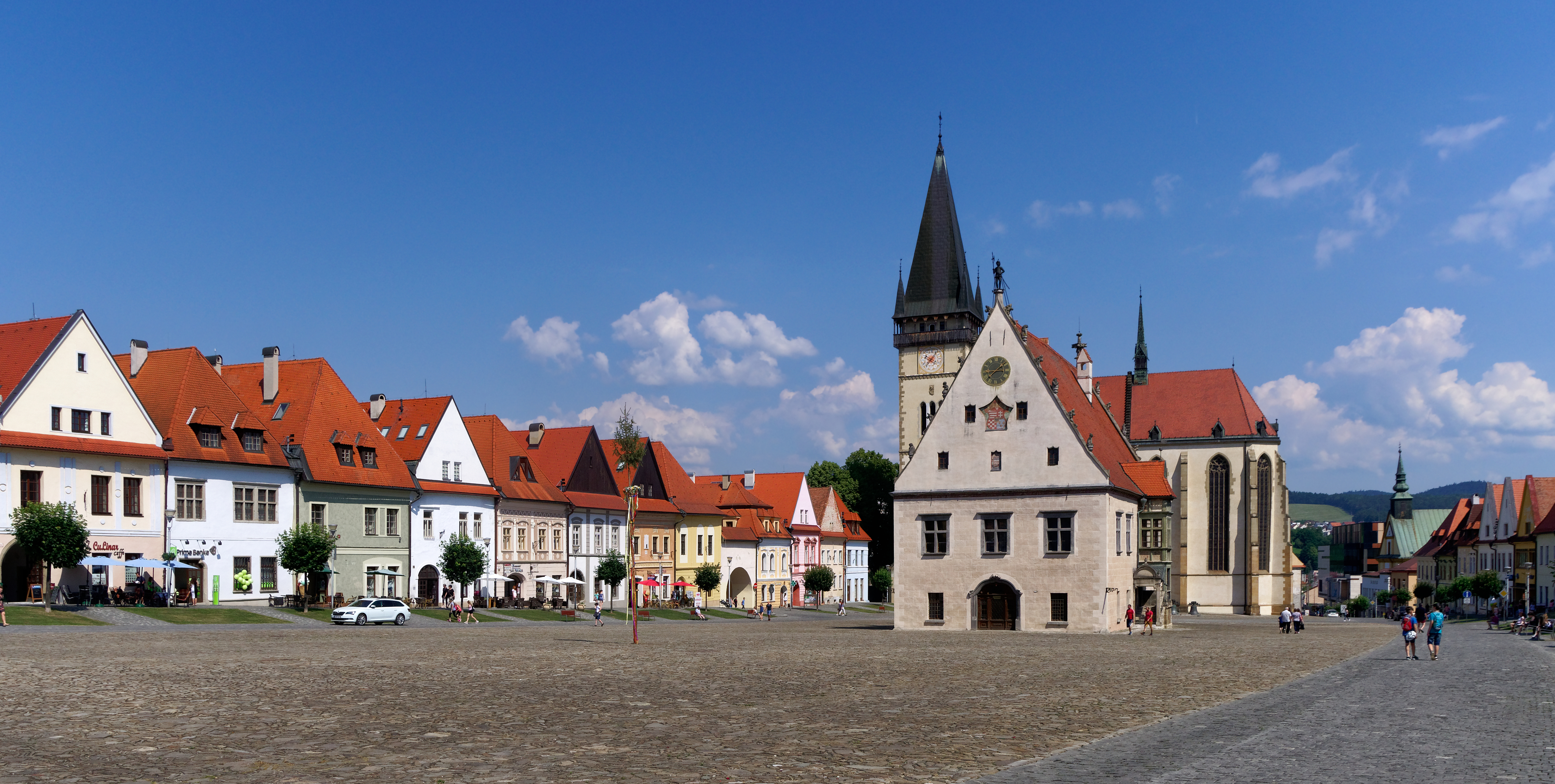
Bártfa főtere

A szabad királyi városok csak a királynak voltak alávetve, a király tulajdonát képezték. A szabad királyi városok lakóinak kiváltságához tartozott a mezővárosokkal szemben, hogy joguk volt fallal bekeríteni a települést. A beköltözőknek polgárjogot adhattak. Plébánosaikat maguk választhatták. Fontos volt a vásártartás joga és az árumegállító jog. A polgárok szabadon végrendelkezhettek. Adóikat a királynak évente egy alkalommal, egy összegben fizették.
Egy szabad királyi város (legalábbis a 17. századig) általában rendelkezett:
- szabadon választott városbíróval (akit azonban a király hagyott jóvá),
- saját városi szervekkel (különösen városi tanáccsal), amelyek igazgatták a várost és önállóan rendelkeztek a városi vagyonnal,
- teljes bíráskodási joggal, amelyet a városbíró vagy a városi tanács gyakorolt (a fellebbezések a király hatáskörébe tartoztak),
- szabadon választott plébánossal,
- szabad piaccal (amelynek bevétele a királyt illette),
- gazdasági kiváltságokkal (például egyes országrészekben vagy az egész országban vámmentesség, határvámok alóli mentesség, árumegállító jog, kedvezmények a helyi termékek értékesítésében stb.).

Különleges jogok (legalábbis a 17. századig):
- a jog, hogy meghatározzák és ellenőrizzék a városban érvényes mértékegységeket,
- a földesúri jogok gyakorlása (ténylegesen sok városnak alárendelt falvai is voltak),
- a polgárok jogát, hogy vagyonukat szabadon hagyományozzák utódaikra.

Kötelezettségek:
- adófizetés a királynak,
- a király vendégül látása, ha a városba látogatott,
- újévi ajándékok küldése a királynak,
- kezdetben katonák biztosítása a királyi hadsereg számára.

### A tárnoki városok
A királyi városok egyik csoportját az úgynevezett nyolc tárnoki város csoportja alkotta, amelyeknek az önálló bíráskodás is a kiváltságaik közé tartozott. A 15. század végén ez a nyolc város Buda, Pest, Sopron, Pozsony, Nagyszombat, Kassa, Bártfa és Eperjes volt.
A tárnoki városok a tárnoki szék vagy tárnokszék alá tartoztak. Ezekben a városokban a fehérvári jogból kifejlődött budai jogot alkalmazták, és a tárnokmester bíráskodott. A polgári perekben a fellebbezést a polgári ülnökökkel működő tárnoki székhez kellett benyújtani.

### A személynöki városok
A többi jelentős szabad királyi város a személynöki városok csoportját alkotta, amelyek a személynöki székhez fellebbezhettek peres ügyeikben. A személynöki szék élén a királyi személynök állt mint az uralkodó személyének bírósági helytartója. A középkor legvégén Székesfehérvár, Esztergom, Lőcse, Kisszeben és Szakolca tartozott ide.

### Szabad királyi jogú bányavárosok és szász városok
A szabad királyi városok harmadik csoportjába tartoztak a Garamvölgy és környéke bányászattal foglalkozó városai: Korpona, Körmöcbánya, Selmecbánya, Besztercebánya, Újbánya, Bakabánya, Libetbánya, Bélabánya, Breznóbánya. Ezenkívül szabad királyi jogállása volt az erdélyi szászok valamennyi városának ("erdélyi szász univerzitás" vagy szász egyetem), amelyek élén a királyi képviseleti joggal felruházott szebeni királybíró állt.

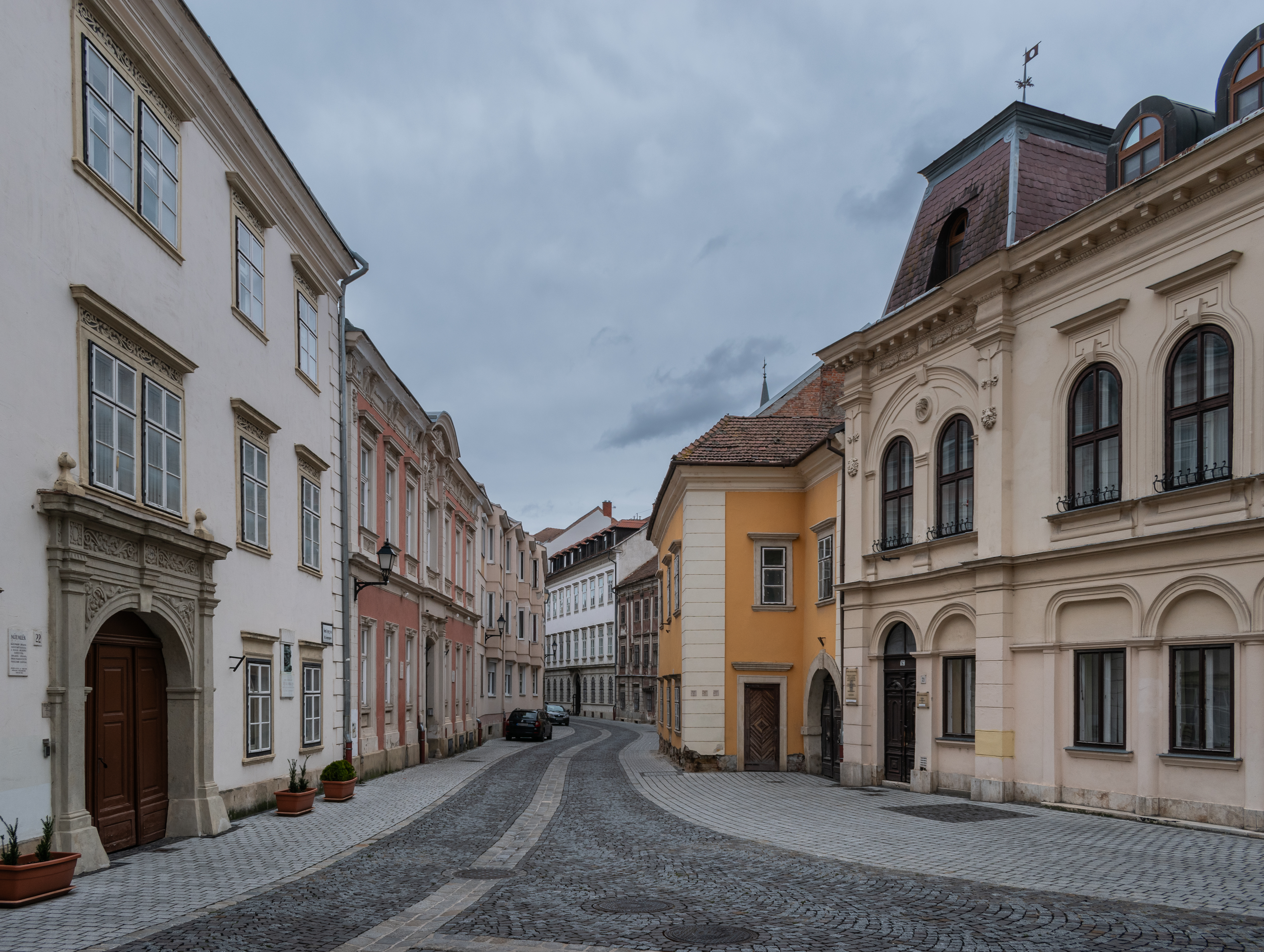
Sopron történelmi óvárosa

## A szabad királyi városok története
Bár kialakulásuk már a 11-12. században megkezdődött a fehérvári jogok adományozásával (az első szabad önkormányzatú város Magyarországon Székesfehérvár volt), a 14- 15. század fordulóján vált külön a szabad királyi városok kategóriája a mezővárosoktól.
A lényeges mozzanat az a törekvés volt, hogy e városok kikerüljenek a nemesi vármegye fennhatósága alól, és ahogy nevük is mutatja, csak a királynak legyenek alávetve.

### 13. század
Az első települések (de facto városok) a Magyar Királyság területén a 13. században kapták meg a városi jogokat (de jure városokká váltak) a királytól. Ilyen volt például Selmecbánya 1238 előtt és Nagyszombat 1238-ban. Ezeket a városokat akkor és ma is többek között „királyi városokként” említik.
Elsősorban az általában német „hospites” („vendégek”, azaz betelepített telepesek) részesültek ezekben a kiváltságokban, de még ugyanebben az évszázadban akadtak olyan városok is (például Zólyom), ahol e jogokat már minden lakos megkapta. A legtöbb ilyen város a mai Szlovákia területén volt található, és a Szepesség városai 1271-ben kollektívan, egyetlen városi jogot kaptak a királytól. A Magyar Királyságon belül Horvátország területén Perna (1225) és Zágráb (1242) voltak az első szabad királyi városok.
Ugyanebben az évszázadban, bár ritkábban, előfordultak olyan városok is, amelyek jogait nem a király, hanem földesurak, különösen egyházi méltóságok (például érsekek) adományozták. Ezek jogai még hasonlítottak a királyi városokéhoz, azzal a különbséggel, hogy a király szerepét a helyi földesúr vette át. Ezeket a városokat ma „nem királyi városokként” említik (például Jászó 1243, Garamszentkereszt 1246).
A királyi és nem királyi városok között egy különleges és kezdetben jelentős csoportot alkottak a bányavárosok (például Selmecbánya, Jászó). A városok jogállásának megkülönböztetésére már a 13. században megjelentek az első próbálkozások: míg egyes királyi és nem királyi városok teljes bíráskodási joggal rendelkeztek (például Nagyszombat, Pozsony), addig mások csupán részleges joghatóságot kaptak (például Jászó).

### 14. század
A 14. században a városok autonóm helyzete tovább erősödött. Létrejött egy tizenkét tagból álló városi tanács, a városok védelmére pedig városfalakat építettek, amelyek finanszírozásához a király különböző kedvezményeket és mentességeket biztosított. Emellett jelentősen megnőtt a nem királyi városok száma, és véglegesen kialakult a (akkoriban jellemzően német eredetű) városi jogok bonyolult rendszere.
Ebben az évszázadban a városokat már három fő kategóriába lehetett sorolni:
1. Első kategóriás városok, amelyek közé főként a kincstárvárosok (ld. alább), a bányavárosok és Lőcse (Leutschau/Levoča) tartoztak. Ezek később szabad királyi városokká és szabad bányavárosokká váltak.
2. Második kategóriás városok, amelyek főként egyéb királyi városok voltak.
3. Kisvárosok, amelyek elsősorban nem királyi városok voltak.

1308-ban a Magyar Királyság négy legjelentősebb városaként Nagyszombat, Pozsony, Selmecbánya és Buda szerepelt.

### 15. és 16. század
A szabad királyi városok fogalma a 15. század elejétől használatos, különösen azután, hogy 1405-ben a királyi és nem királyi városok (valamint „szabad községek”) képviselői is részt vehettek az országgyűlés ülésein. Ebben az évszázadban kezdett megjelenni a „szabad város” kifejezés a városi jogokat biztosító oklevelekben a latin civitas formájában, amely valóban szabad, városfallal rendelkező településeket jelölt. A többi várost, függetlenül attól, hogy királyi vagy nem királyi volt, oppidum-nak (mezőváros, kisváros) nevezték.
1498-ban a király tíz legfontosabb városként említette a szabad királyi városokat, amelyek közül hat a mai Szlovákia területén található (például Pozsony, Kassa, Nagyszombat, Lőcse). 1492-ben újra bevezették azt a régi előírást, amely szerint minden városnak terményadóval kellett hozzájárulnia földesurához – ez azonban csak a városfallal nem rendelkező oppidum-okra vonatkozott.
Az 1514. évi III. törvénycikk az alábbi városokat sorolták a szabad királyi városok közé:
1. Tárnoki városok (kincstárvárosok) – teljes bíráskodási joggal rendelkeztek, fellebbviteli ügyekben a kincstartó (tárnokmester) volt a legfőbb hatóság. Nyolc ilyen város volt: Pozsony, Kassa, Nagyszombat, Bártfa, Eperjes, Buda, Pest és Sopron.
2. Személynöki városok – fellebbezési ügyekben a királyi személynök bíráskodott. Ide tartozott például Óbuda, Esztergom, Székesfehérvár, Szeged, Lőcse, Szakolca és Kisszeben.
3. Szabad bányavárosok – bíráskodási ügyekben a királyi személynök, bányászati ügyekben a bányakamara döntött. Ide tartozott például Körmöcbánya, Besztercebánya és Selmecbánya.

A fentiek mellett Trencsén, Körös és Varasd is már korábban szabad királyi városi rangot nyert, ezeket azonban az 1514. évi törvénycikk nem említi.
A 15. század elején összesen 23 város (civitas) létezett a Magyar Királyságban, ebből 15 volt szabad királyi város, 8 pedig szabad bányaváros. Emellett mintegy 750 mezőváros (oppidum, mezőváros, mestečko) létezett, amelyek közül csak néhányat emlegettek „szabad városként”.
A 15. században a szabad királyi városok lakossága mindössze a királyság népességének 2–3%-át tette ki. Nyugati mércével mérve ezek legfeljebb közepes méretű városoknak számítottak. A 15–17. században a németek fokozatosan elveszítették városi dominanciájukat a helyi szláv és magyar lakosság javára.
Bár a szabad királyi városok 1405-től részt vehettek az országgyűléseken, eleinte összesen csak egy szavazatuk volt, így alig vettek részt a döntéshozatalban. Az 1440-es évektől kezdve aktívabbak lettek, de 1490–1526 között ismét csak rendszertelenül vettek részt a gyűléseken, és politikai befolyásuk továbbra is elhanyagolható maradt.
A szabad királyi városok listája különösen a 16. és 17. században tovább bővült. Buda 1541. évi elestét követően, a 16. század végén Pozsony, Sopron, Nagyszombat, Kassa, Bártfa, Eperjes, Lőcse, Kisszeben, Szakolca, Trencsén, Zágráb, Varasd, Kőrös és Kapronca voltak szabad királyi városok, amelyek az alsó-magyarországi hét bányavárossal (Selmecbánya, Besztercebánya, Libetbánya, Bakabánya, Bélabánya, Körmöcbánya, Újbánya) együtt alkották a negyedik rendet.

### 17. és 18. század
1608-ban a városi jogok adományozásának joga a királytól az országgyűléshez került. Az 1687-es XVII. törvénycikk kimondta, hogy a király csak az országgyűlés hozzájárulásával emelhetett egy települést szabad királyi várossá. Ezt azonban a Habsburg uralkodók gyakran figyelmen kívül hagyták, és csak utólag kérték meg a jóváhagyást.
A török háborúk következtében Magyarországon (különösen a Királyi Magyarországon) a szabad királyi városok önkormányzati jogai hosszabb ideig fennmaradtak, mint Nyugat-Európában. 1670 után azonban I. Lipót magyar király aktívan beavatkozott a városok ügyeibe, különösen a rekatolizáció érdekében. Mivel a 16. század óta a városok lakosságának többsége protestáns volt, a Habsburgok katolikus valláspolitikája jelentős változásokat hozott. Az 1681-es soproni országgyűlés ugyan részben visszaállította a vallásszabadságot (amit 1687 után ismét korlátoztak), de kimondta, hogy a szabad királyi városok tanácsainak legalább 50%-a katolikus kell legyen.
1714-ben a pozsonyi országgyűlés olyan törvényt fogadott el, amely megtiltotta a városoknak, hogy tisztviselőiket a Bécs által kinevezett királyi biztosok jelenléte nélkül válasszák meg. Gyakran előfordult, hogy ha a helyi polgárok nem a Habsburgok által támogatott jelöltet választották meg, a királyi biztos semmisnek nyilvánította az eredményt, vagy külső személyt nevezett ki a városi tanácsba, akár olyat is, aki nem volt a város polgára. A 18. század végétől a nemesség még azt is elérte, hogy az összes szabad királyi város szavazatát az országgyűlésen egynek vegyék.
Ennek ellenére a szabad királyi városok száma fokozatosan növekedett: a 17. század végén 32, 1720-ban 36, 1787-ben 44 (Erdéllyel (9) és Horvátországgal (8) együtt 61), 1828-ban pedig összesen 51 szabad királyi város volt a Magyar Királyság területén.
1779-ben az alábbi városokat sorolták a szabad királyi városok közé: 
1) Tárnoki városok: Bártfa, Buda (1703), Debrecen (1693), Eperjes, Győr (1743), Kassa, Kismarton (1649), Komárom (1745), Korpona, Kőszeg (1648), Modor (1607), Nagyszombat, Pest (1703), Pozsony, Sopron, Szakolca, Szatmárnémeti (1715), Szeged (1719), Újvidék (1748), Zombor (1749), valamint Zágráb.
2) Személynöki városok: Bakabánya, Bazin (1638), Bélabánya, Besztercebánya, Breznóbánya (1655), Esztergom (1708), Késmárk (1655), Kisszeben, Körmöcbánya, Libetbánya, Lőcse, Nagybánya, Ruszt (1681), Selmecbánya, Székesfehérvár (1703), Szentgyörgy (1638), Trencsén, Újbánya, Zólyom, valamint Horvátországban Kapronca (1547), Károlyváros (1779), Kőrös, Varasd és Zengg (1715).

### 19. század
1848-ban a szabadságharc idején hozott törvény (1848:23. tc.) megszüntette a szabad királyi városokat és a városok jogi helyzetére három új kategóriát állított fel:
- kisváros (12 ezernél kevesebb lakos)
- középváros (12-30 ezer lakos)
- nagyváros (30 ezernél több lakos).

1869-ben a IV. törvénycikk kimondta a közigazgatás és az igazságszolgáltatás szétválasztását Magyarországon, ezzel a szabad királyi városok elvesztették igazságszolgáltatási autonómiájukat.
A szabad királyi városok jogi különállása hivatalosan az 1876. évi XX. törvénycikkel szűnt meg, amikor e városok nagy részétől megvonták a törvényhatósági jogot, ettől kezdve a korábbi rang puszta címmé vált. (Horvátországban az eltérő törvények miatt tovább fennmaradtak a szabad királyi városok, illetve újabbak is létrejöttek, például Belovár, Sziszek).

## Szabad királyi városok az 1870-es években
Az alábbi felsorolás azokat a városokat tartalmazza, amelyek a törvényhatóságok jogállását rendező 1870. évi XLII. törvénycikk hatályba lépésekor szabad királyi városok voltak Magyarország szűkebb értelemben vett, vagyis Horvát-Szlavónország nélküli területén. E törvény hatálya nem terjedt ki a Királyföldre, az ott fekvő hét szabad királyi város nem alakult önálló törvényhatósággá sem ekkor, sem az 1876-os megyerendezés során, amikor a Királyföldet az ország többi területéhez hasonlóan megyékre osztották. Szintén nem terjedt ki az 1870-es törvény hatálya Buda és Pest fővárosokra, melyek egyesítéséről és az így létrejött Budapest főváros különleges jogállásáról 1872-ben született törvény. Az egyesített város jogosult volt ugyan a szabad királyi város cím használatára, azonban eltekintett ettől, mivel a nagyobb jelentőségű főváros, illetve 1892 után a fő- és székváros, majd székesfőváros címet használta.

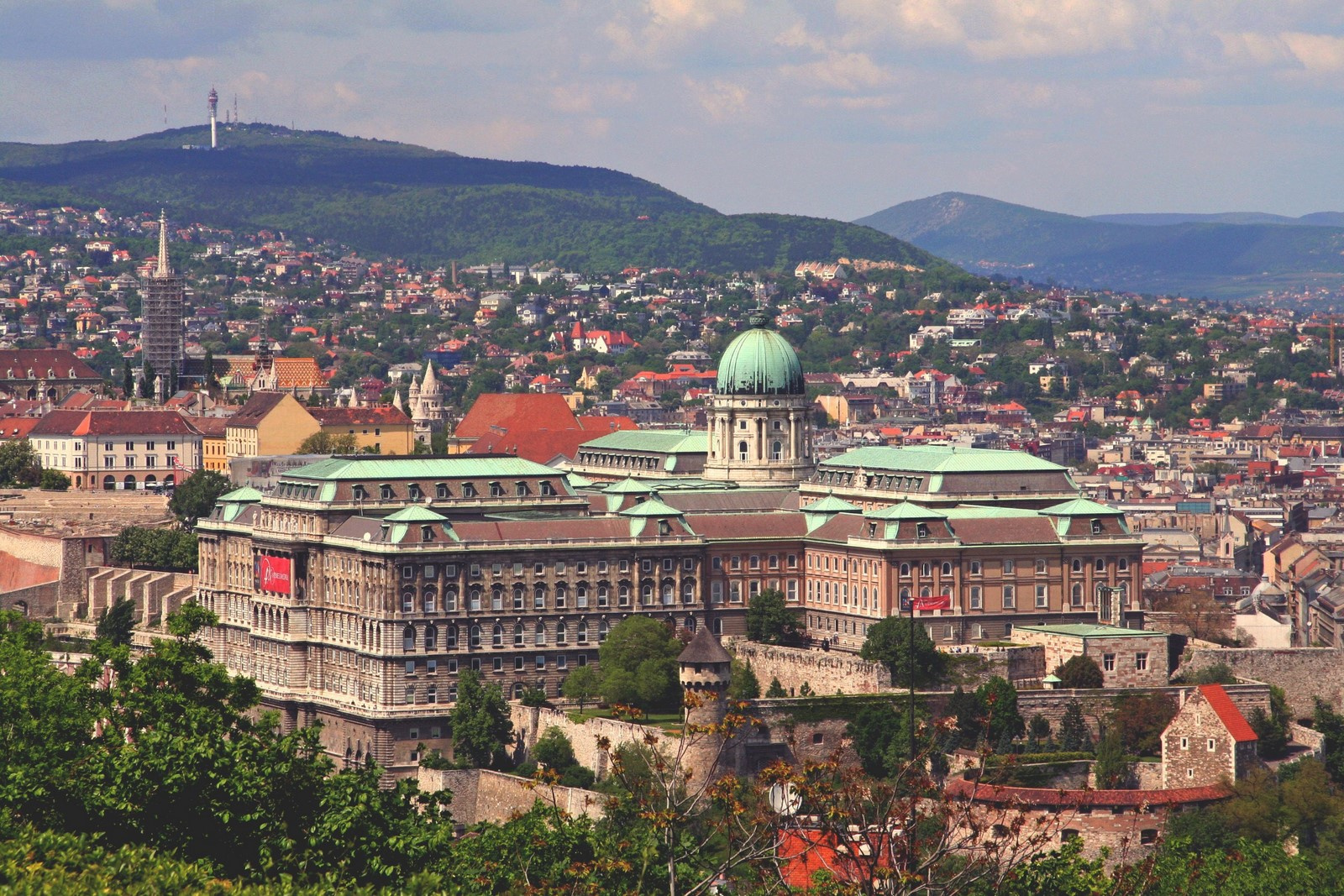
Buda
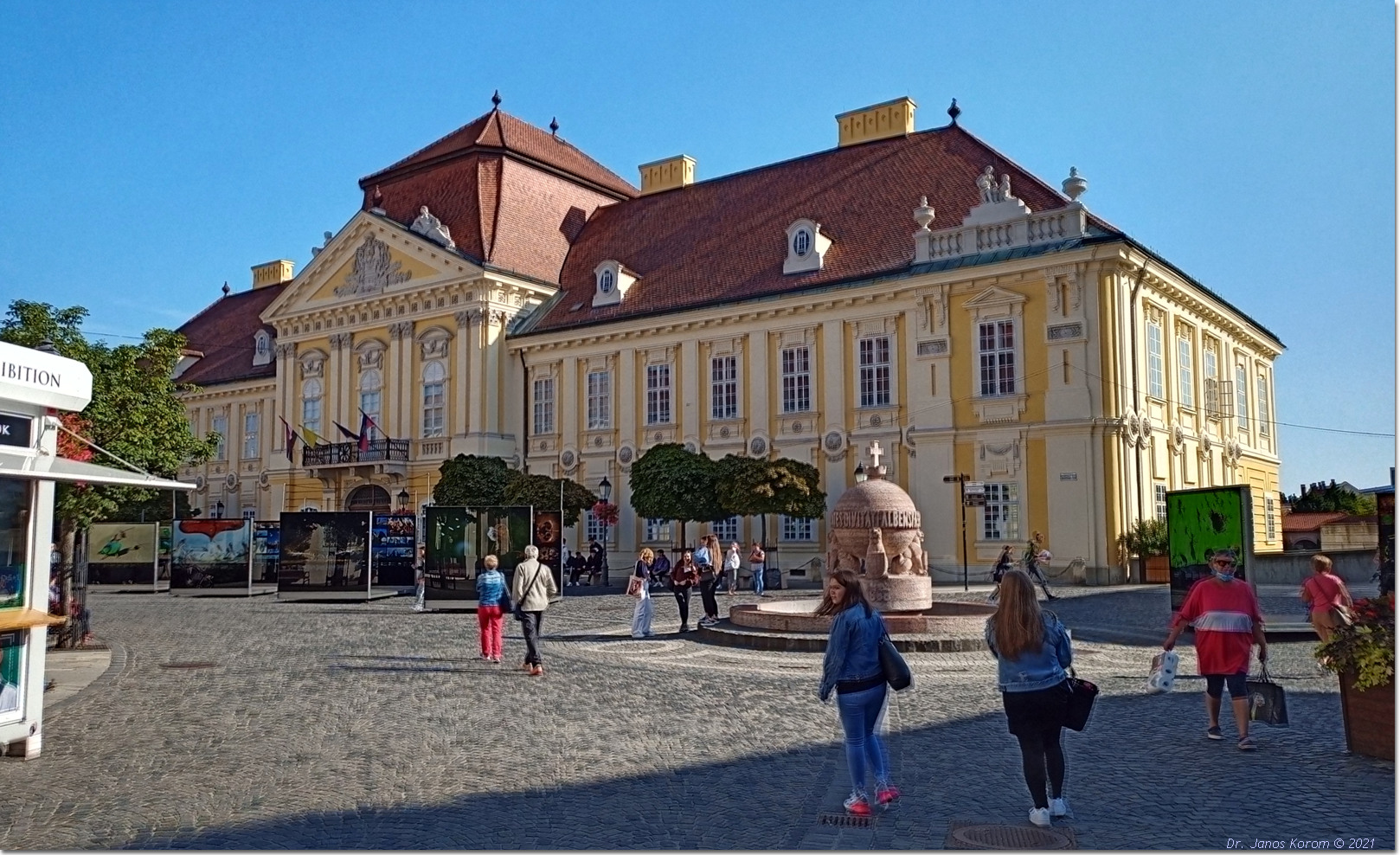
Székesfehérvár
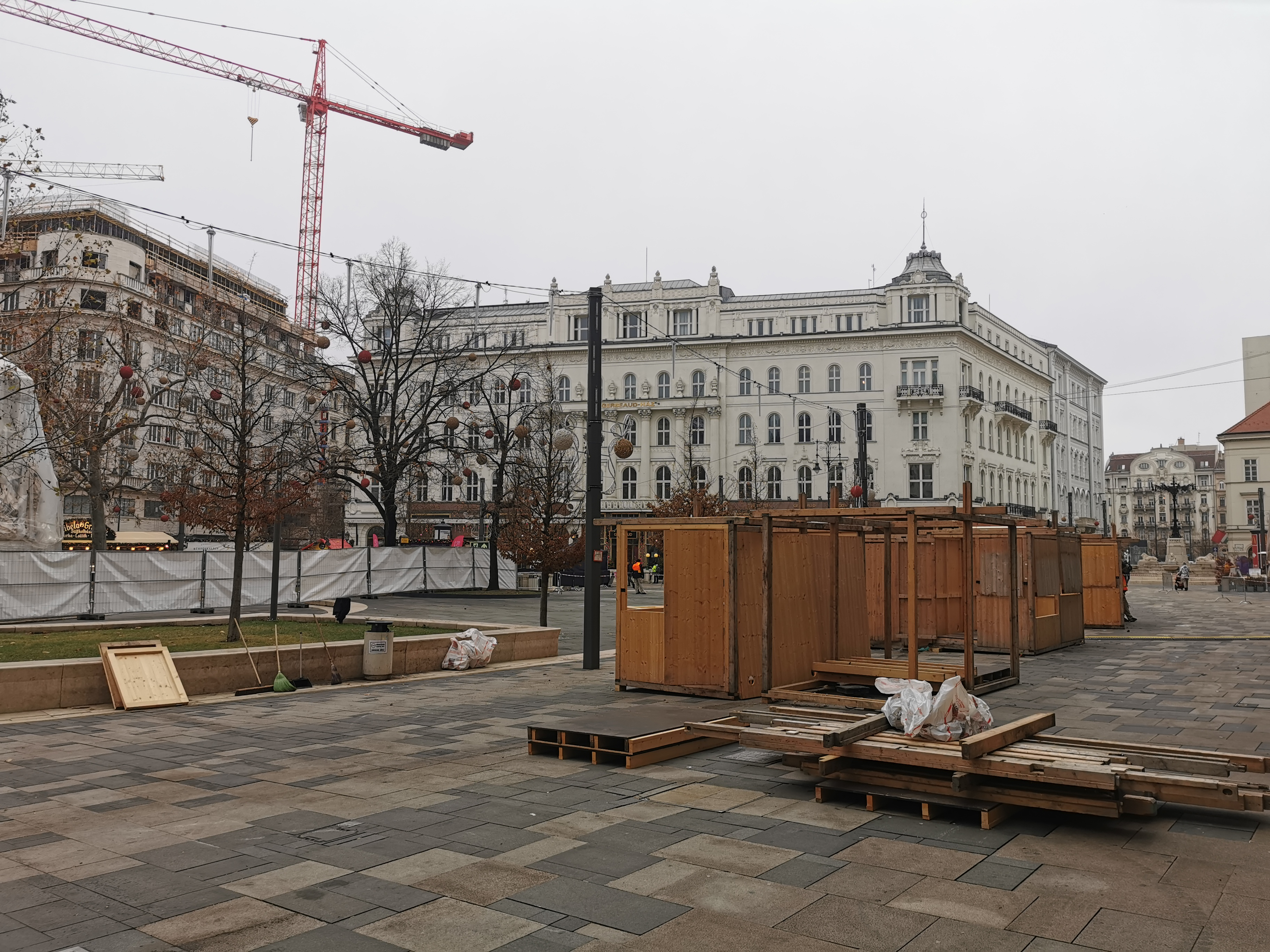
Pest
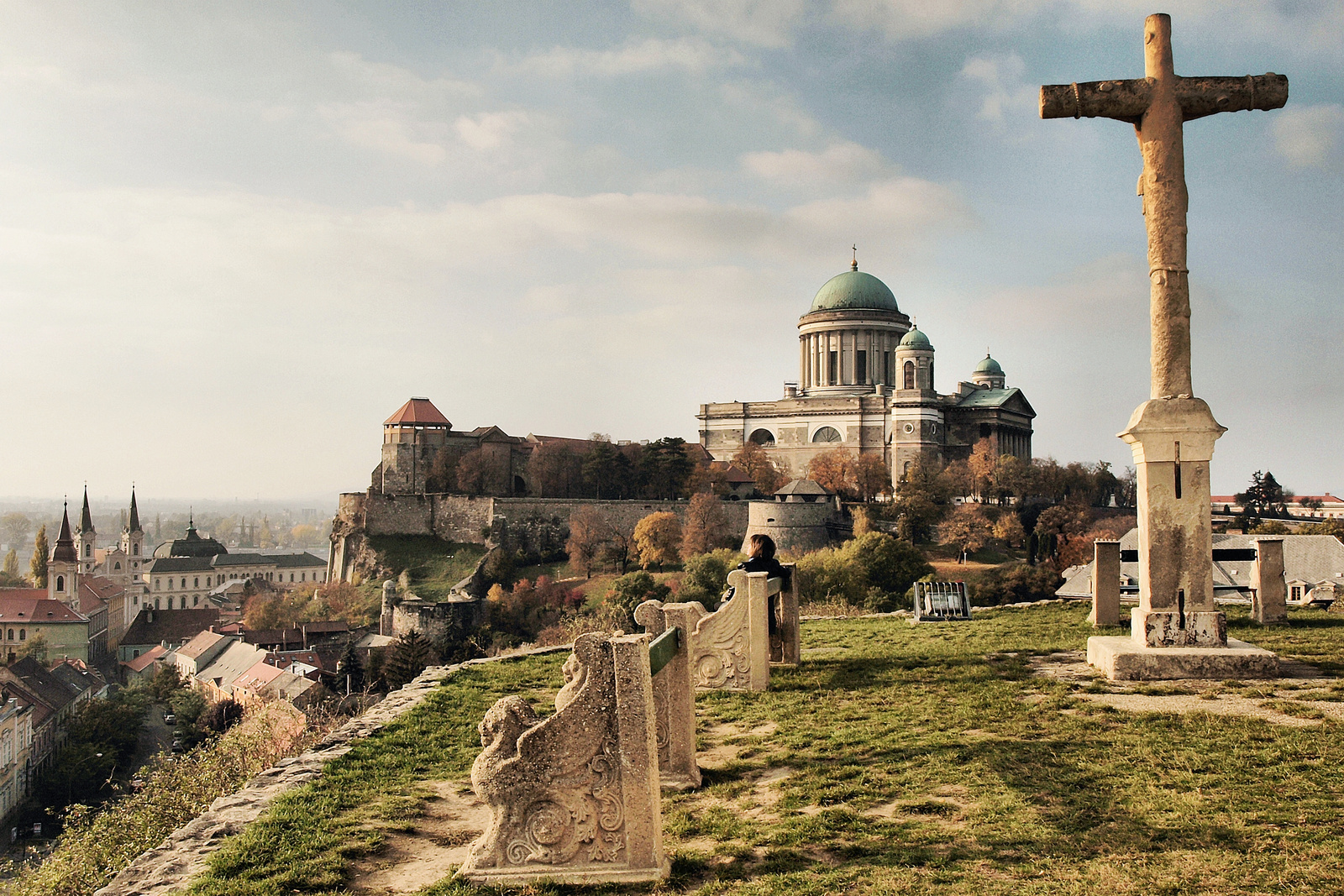
Esztergom
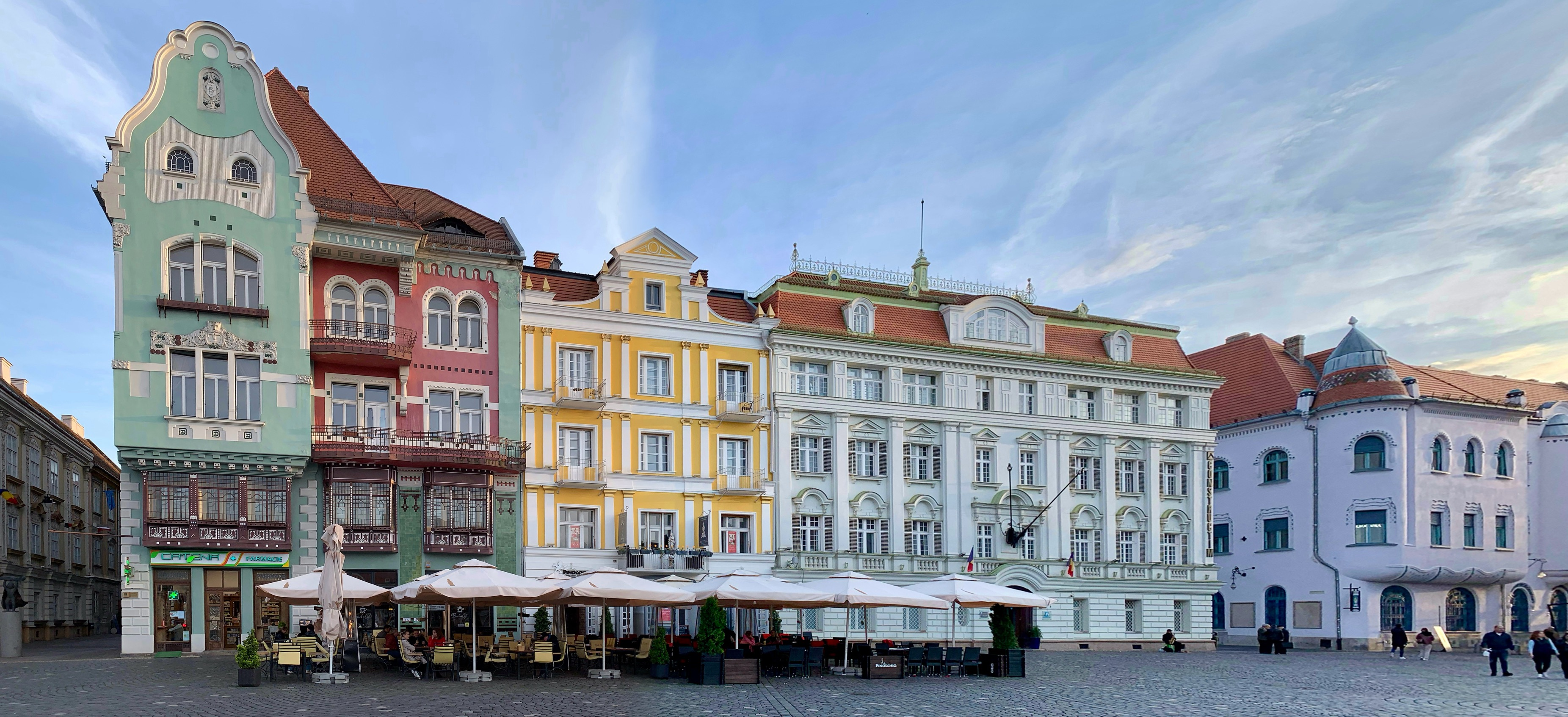
Temesvár
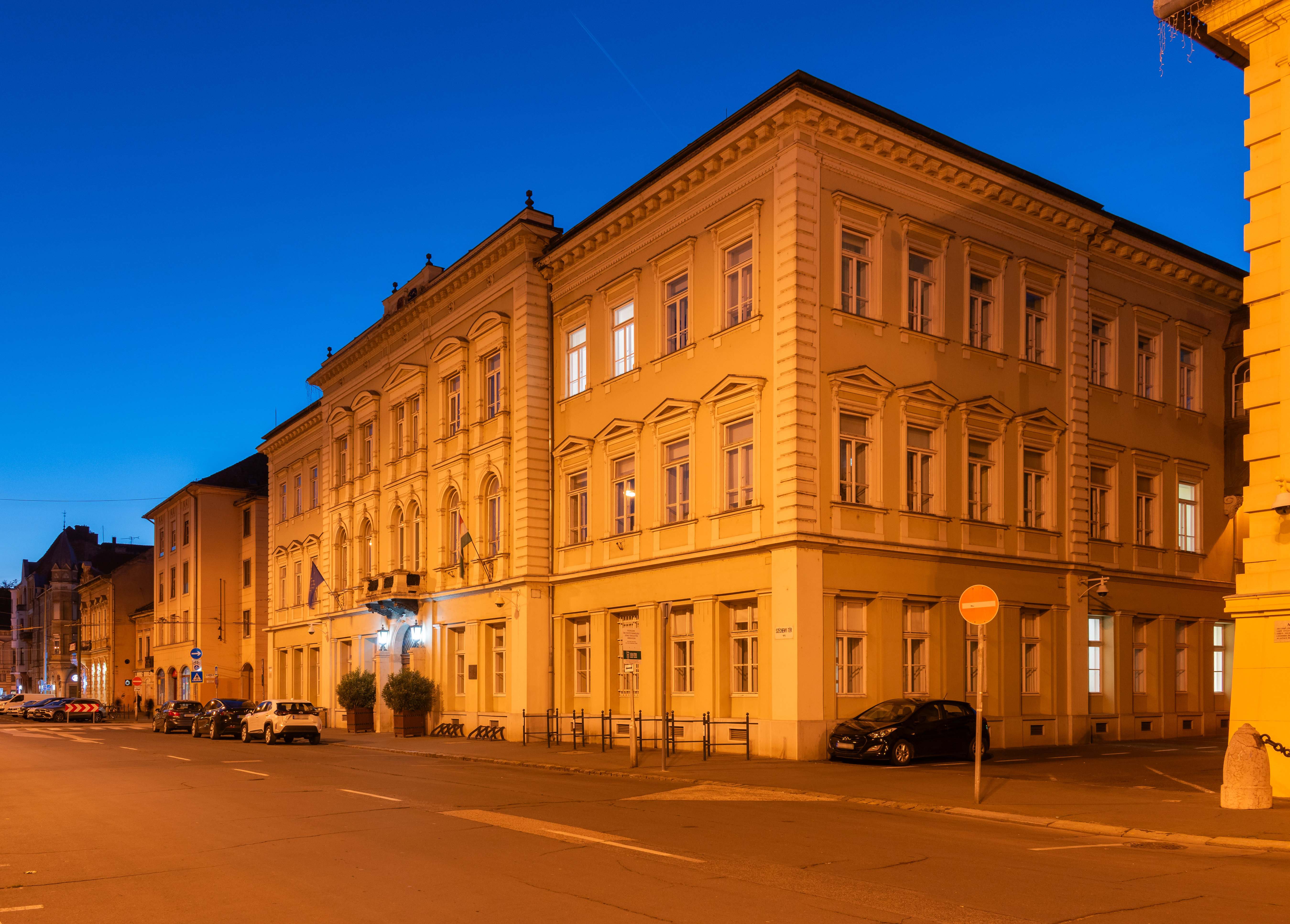
Szeged
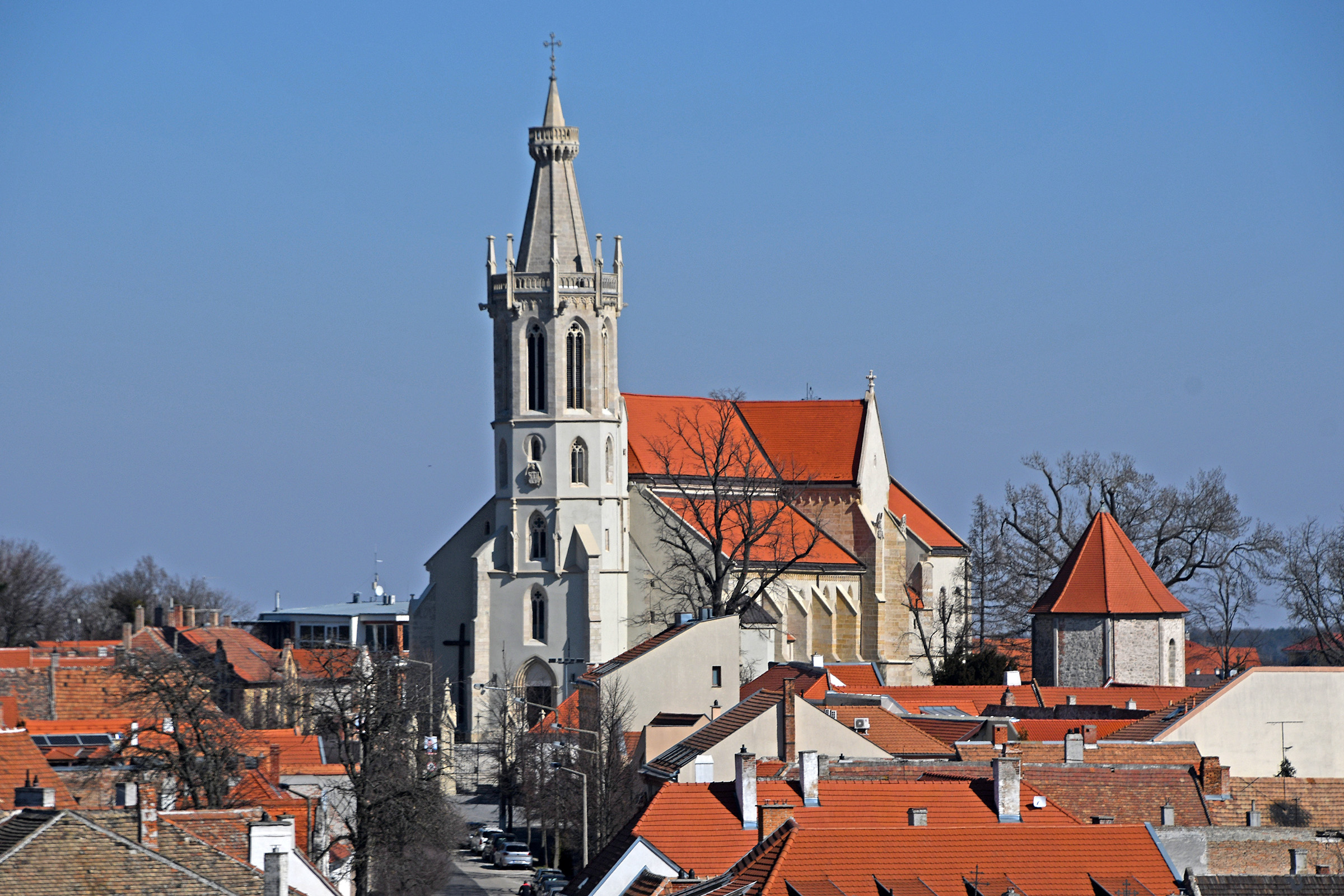
Sopron
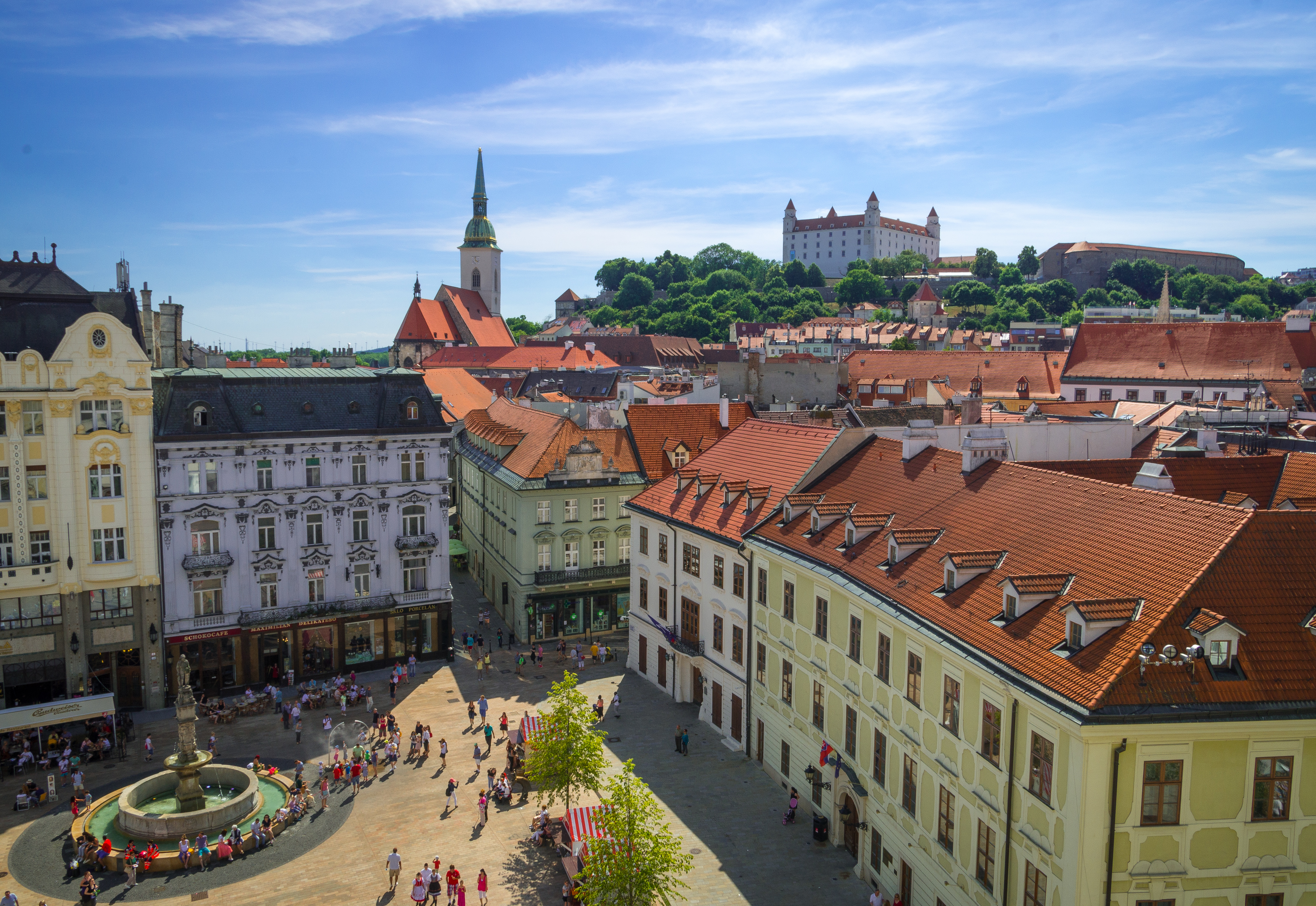
Pozsony
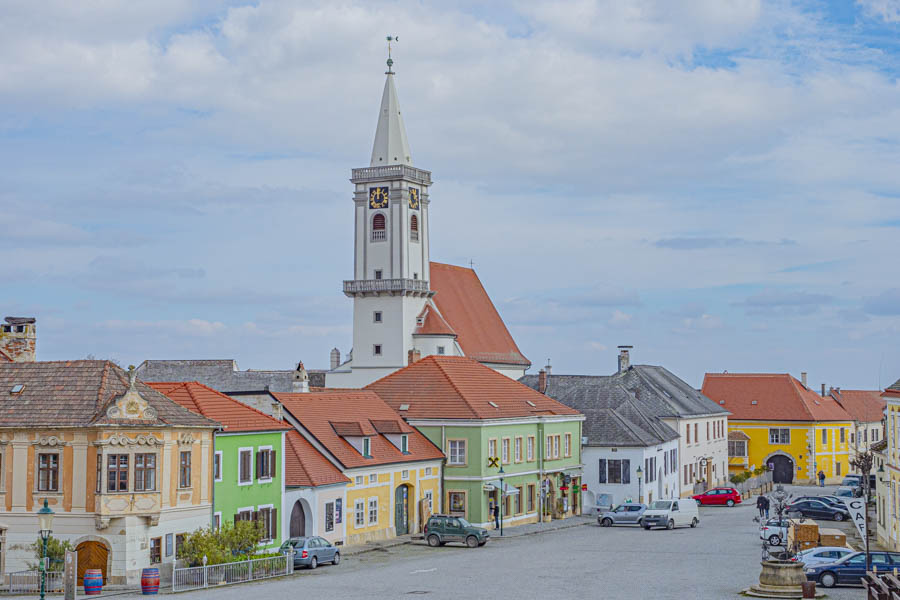
Ruszt
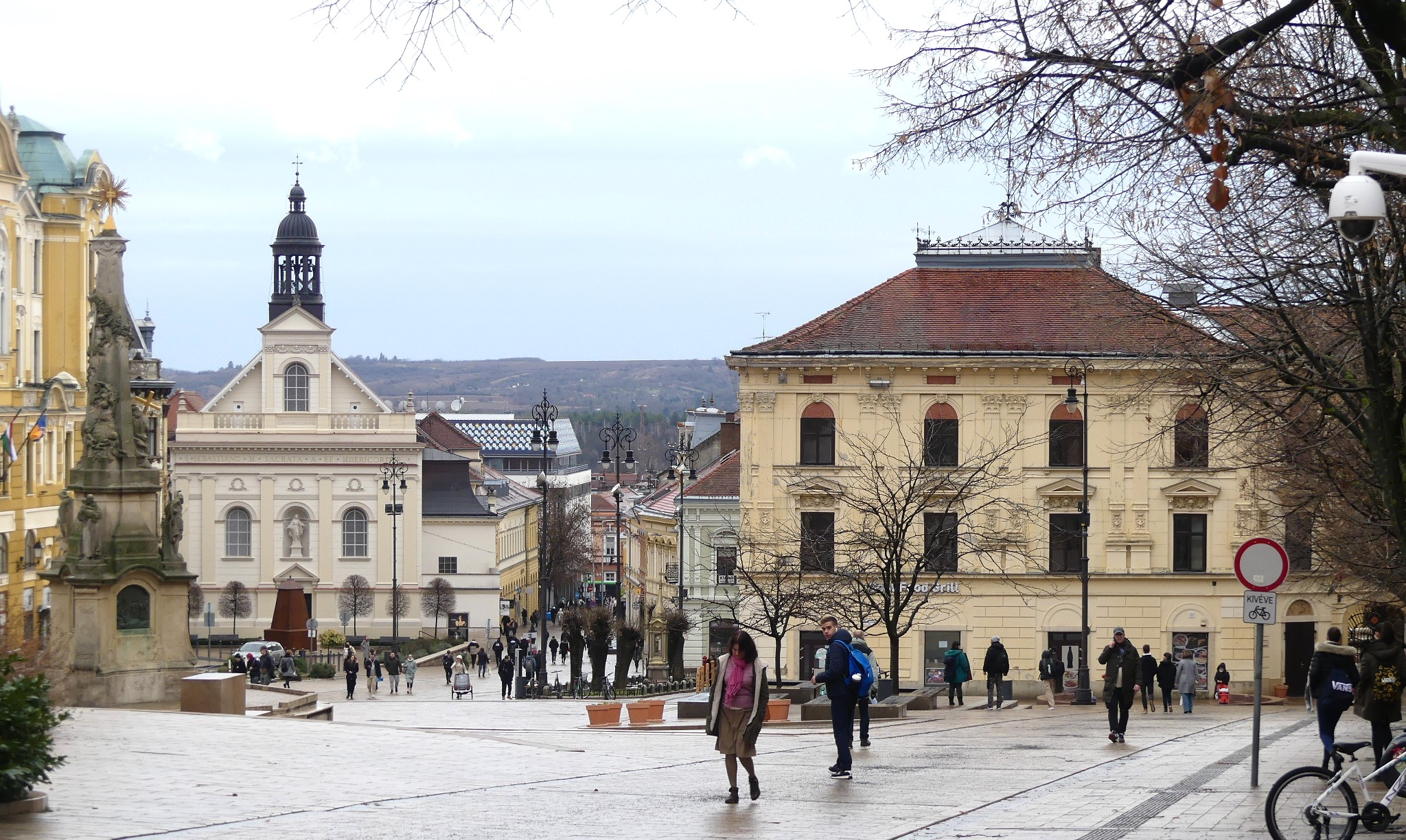
Pécs
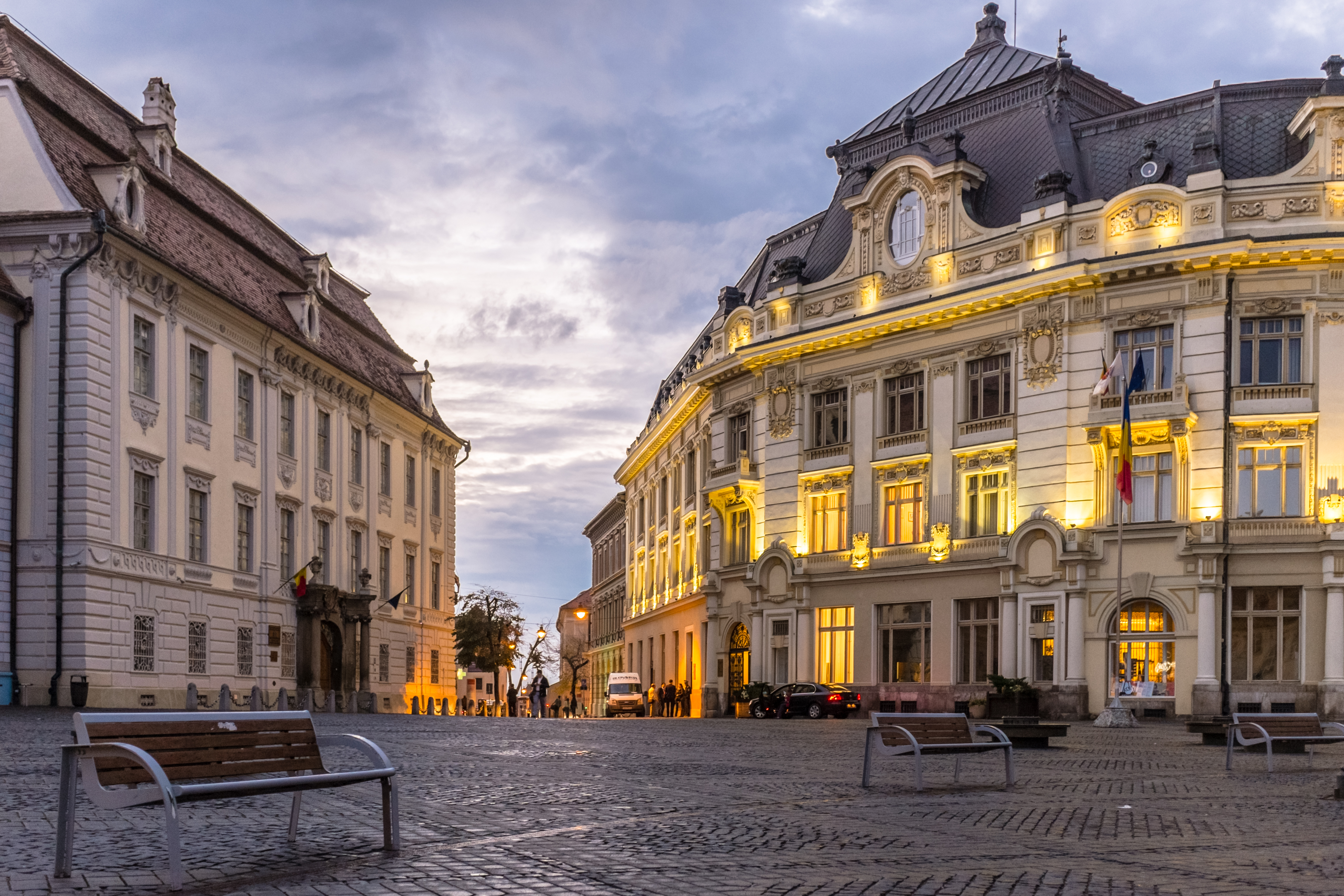
Nagyszeben
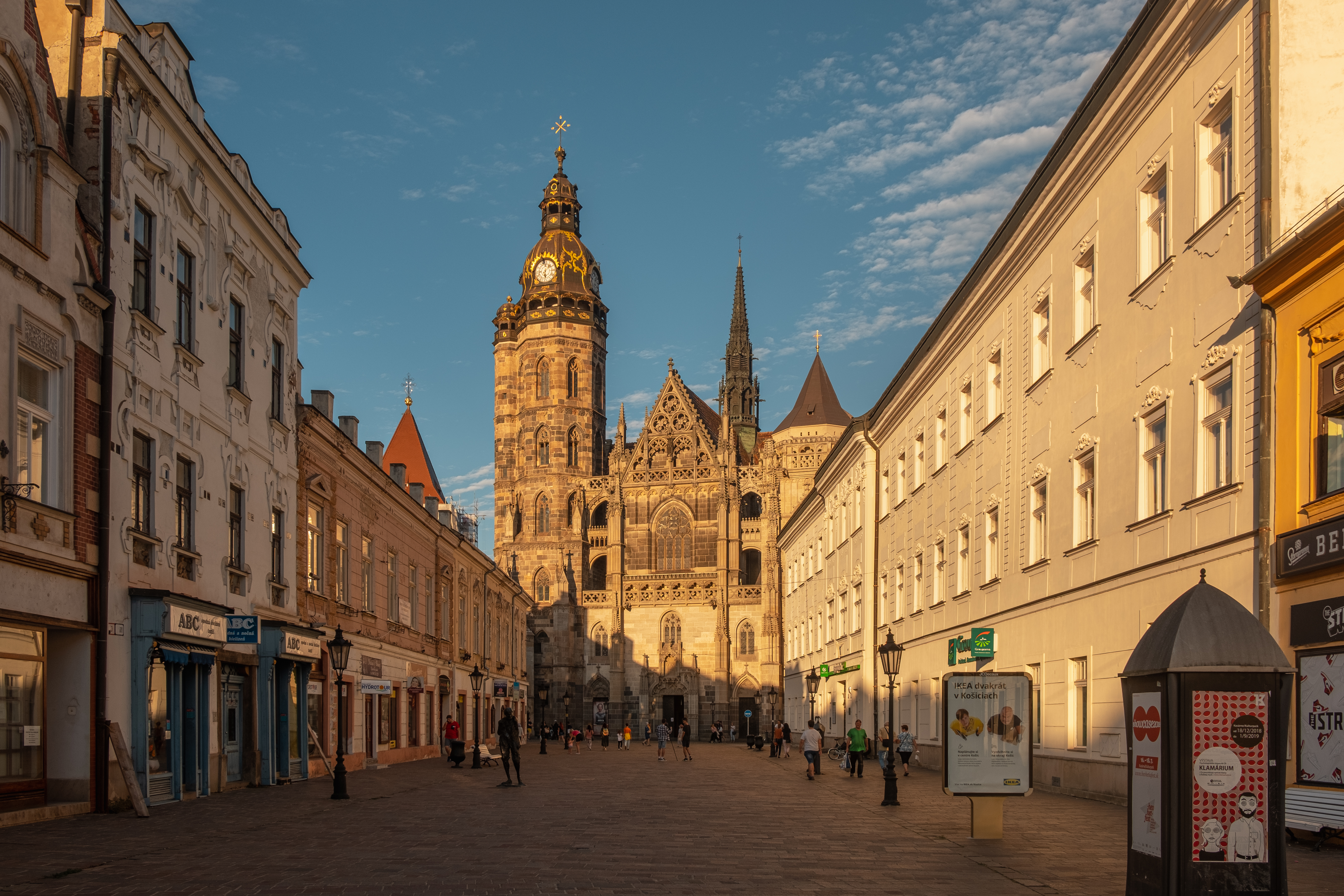
Kassa
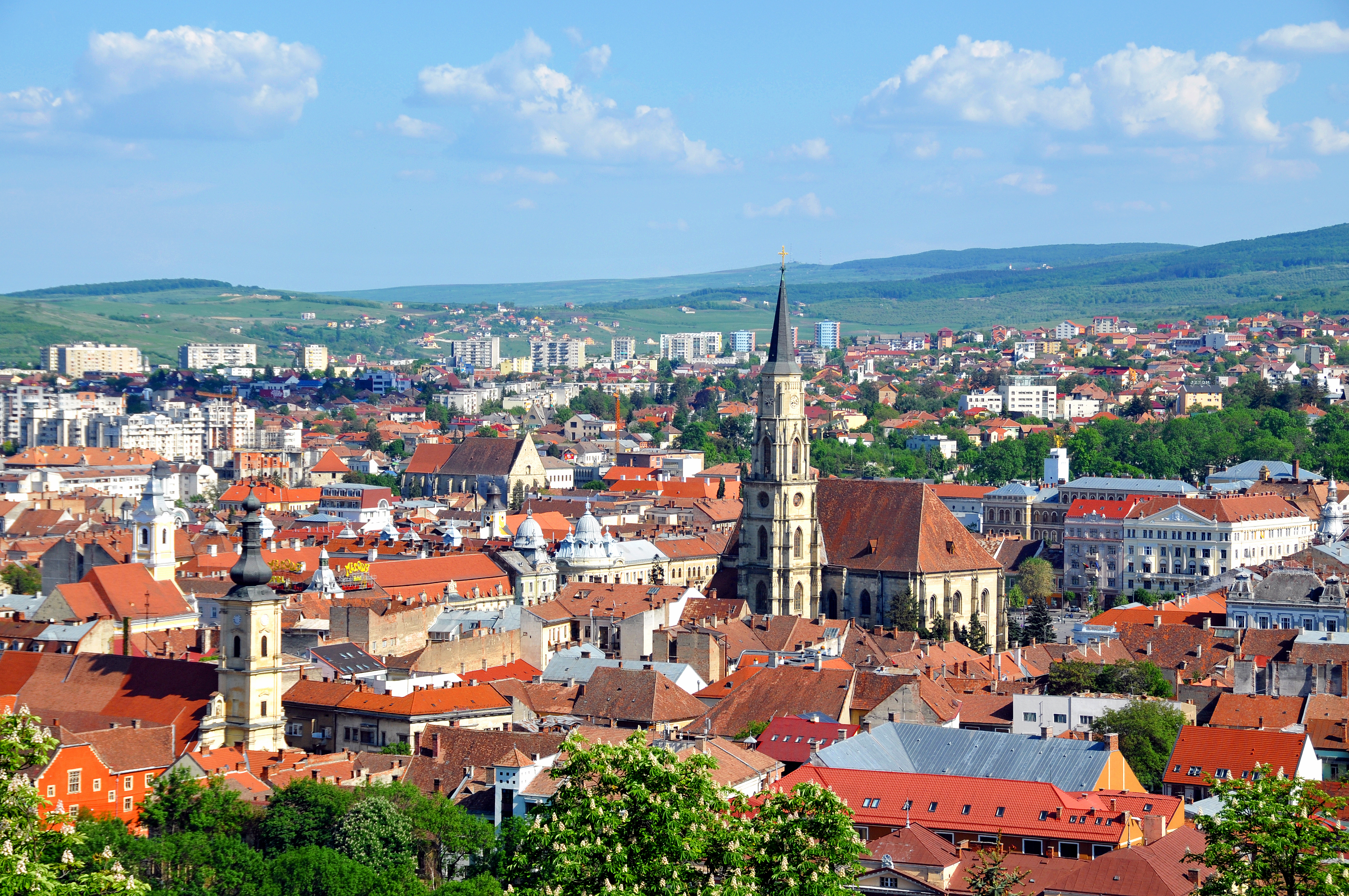
Kolozsvár
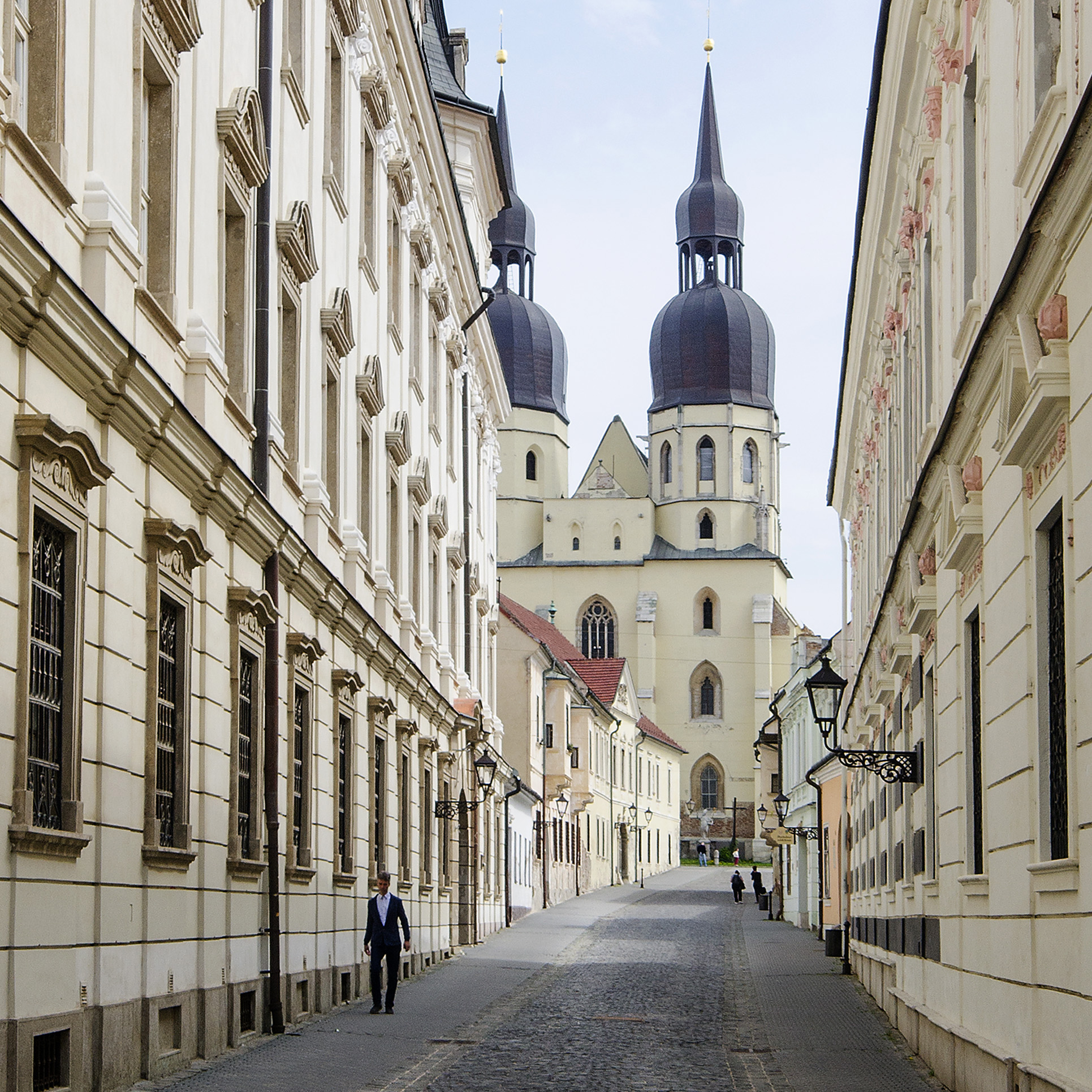
Nagyszombat

1876 után tovább viselhették címüket azok az egykori szabad királyi városok, melyek rendezett tanácsú várossá alakultak.
| - Arad - Bakabánya - Bártfa - Bazin - Beszterce - Besztercebánya - Brassó - Breznóbánya - Buda - Debrecen - Eperjes - Erzsébetváros | - Esztergom - Felsőbánya - Fiume - Győr - Gyulafehérvár - Kassa - Késmárk - Kismarton - Kisszeben - Kolozsvár - Komárom - Korpona | - Körmöcbánya - Kőszeg - Libetbánya - Lőcse - Marosvásárhely - Medgyes - Modor - Nagybánya - Nagyszeben - Nagyszombat - Pécs - Pest | - Pozsony - Ruszt - Segesvár - Selmec- és Bélabánya - Sopron - Szabadka - Szakolca - Szamosújvár - Szászsebes - Szászváros - Szatmárnémeti - Szeged | - Székesfehérvár - Szentgyörgy - Temesvár - Trencsén - Újbánya - Újvidék - Zólyom - Zombor |

1. 1 2 3 4 5 6 7 8 9 10 11 12 13 14 15 16 17 18  Az 1876-os rendezés után is törvényhatósági jogú város maradt.
2. 1 2 3 4 5 6 7 8 9 10 11 12 13 14 15 16 17 18 19 20 21 22 23 24 25 26 27 28  Az 1876. évi XX. törvénycikk megfosztotta törvényhatósági jogától.
3. 1 2 3 4 5 6 7  A Királyföldön fekvő szabad királyi városok soha nem alakultak önálló törvényhatósággá.
4. 1 2  Buda és Pest az 1872. évi XXXVI. törvénycikk alapján egyesült Budapest néven.
5. ↑  Fiumének a törvényhatóságokra vonatkozó általános szabályoktól eltérő önkormányzati berendezkedését Magyarországhoz tartozása alatt mindvégig érintetlenül hagyták.

### Szabad királyi városi rangjukat korábban elveszített települések
A szabad királyi városi kiváltságot nem csak megszerezni lehetett, számos város el is veszítette azt a történelem során. Az alábbi felsorolásban olyan városokra találhatók példák, melyek történetüknek csak egy szakaszában birtokolták e címet.
| A szűkebb történelmi Magyarországon - Beregszász - Bélabánya - Máramarossziget - Nyitra - Podolin - Somorja - Turócbéla - Ungvár - Vasvár - Versec | Horvátországban, Szlavóniában és Dalmáciában - Eszék - Jablanac - Kapronca - Kostajnica - Körös - Pozsega - Zágráb - Zengg | Erdélyben - Alvinc - Dés - Szék |